# Canottaggio ai Giochi della XVII Olimpiade - Due senza maschile
La competizione del due senza maschile dei Giochi della XVIII Olimpiade si è svolta dal 30 agosto al 3 settembre 1960 al bacino del Lago Albano a Castel Gandolfo.

## Programma
| Data              | Round      | Note                                               |
| ----------------- | ---------- | -------------------------------------------------- |
| 30 agosto 1960    | 4 Batterie | I vincitori in semifinale. I restanti ai recuperi. |
| 1º settembre 1960 | 4 Recuperi | I primi due in semifinale.                         |
| 2 settembre 1960  | Semifinali | I primi tre in finale.                             |
| 3 settembre 1960  | Finale     |                                                    |

## Risultati

### Batterie
| Pos. | Nazione     | Atleti                           | Tempo   |
| ---- | ----------- | -------------------------------- | ------- |
| 1    | Germania    | Joachim Neuling Heinz Weigel     | 7'04"71 |
| 2    | Austria     | Alfred Sageder Josef Kloimstein  | 7'06"95 |
| 3    | Messico     | Arcadio Padilla Roberto Retolaza | 7'25"63 |
| 4    | Paesi Bassi | Steven Blaisse Ernst Veenemans   | 7'26"52 |
| 5    | Canada      | Lorne Loomer Keith Donald        | 7'43"82 |

| Pos. | Nazione   | Atleti                           | Tempo   |
| ---- | --------- | -------------------------------- | ------- |
| 1    | Italia    | Paolo Mosetti Mario Petri        | 7'07"17 |
| 2    | Argentina | Pablo Ferrero Ricardo González   | 7'17"70 |
| 3    | Danimarca | Tage Grøndahl Elo Tostenæs       | 7'20"58 |
| 4    | Romania   | Ştefan Kurecska Gheorghe Riffelt | 7'35"77 |
| 5    | Svezia    | Gösta Eriksson Lennart Hansson   | 7'38"08 |

| Pos. | Nazione     | Atleti                        | Tempo   |
| ---- | ----------- | ----------------------------- | ------- |
| 1    | Finlandia   | Veli Lehtelä Toimi Pitkänen   | 7'05"00 |
| 2    | Stati Uniti | Theodore Frost Robert Rogers  | 7'07"75 |
| 3    | Jugoslavia  | Nikola Čupin Antun Ivanković  | 7'08"54 |
| 4    | Australia   | Terence Davies John Hunt      | 7'51"88 |
| 5    | Perù        | Estuardo Masías Víctor Puente | 7'55"28 |

| Pos. | Nazione          | Atleti                             | Tempo   |
| ---- | ---------------- | ---------------------------------- | ------- |
| 1    | Unione Sovietica | Valentin Borejko Oleg Golovanov    | 7'02"88 |
| 2    | Svizzera         | Walter Knabenhans Heinrich Scherer | 7'14"52 |
| 3    | Gran Bretagna    | Clive Marshall Richard Nicholson   | 7'25"32 |

### Recuperi
| Pos. | Nazione       | Atleti                           | Tempo   |
| ---- | ------------- | -------------------------------- | ------- |
| 1    | Austria       | Alfred Sageder Josef Kloimstein  | 7'20"48 |
| 2    | Australia     | Terence Davies John Hunt         | 7'24"22 |
| 3    | Gran Bretagna | Clive Marshall Richard Nicholson | 7'25"01 |
| -    | Svezia        | Gösta Eriksson Lennart Hansson   | NP      |

| Pos. | Nazione   | Atleti                           | Tempo   |
| ---- | --------- | -------------------------------- | ------- |
| 1    | Messico   | Arcadio Padilla Roberto Retolaza | 7'21"46 |
| 2    | Argentina | Pablo Ferrero Ricardo González   | 7'28"84 |
| 3    | Perù      | Estuardo Masías Víctor Puente    | 7'45"15 |

| Pos. | Nazione     | Atleti                         | Tempo   |
| ---- | ----------- | ------------------------------ | ------- |
| 1    | Stati Uniti | Theodore Frost Robert Rogers   | 7'14"16 |
| 2    | Danimarca   | Tage Grøndahl Elo Tostenæs     | 7'17"06 |
| 3    | Paesi Bassi | Steven Blaisse Ernst Veenemans | 7'21"70 |

| Pos. | Nazione    | Atleti                             | Tempo   |
| ---- | ---------- | ---------------------------------- | ------- |
| 1    | Jugoslavia | Nikola Čupin Antun Ivanković       | 7'14"20 |
| 2    | Svizzera   | Walter Knabenhans Heinrich Scherer | 7'22"29 |
| 3    | Canada     | Lorne Loomer Keith Donald          | 7'42"51 |
| 4    | Romania    | Ştefan Kurecska Gheorghe Riffelt   | 7'59"67 |

### Semifinali
| Pos. | Nazione    | Atleti                           | Tempo   |
| ---- | ---------- | -------------------------------- | ------- |
| 1    | Germania   | Joachim Neuling Heinz Weigel     | 7'30"03 |
| 2    | Finlandia  | Veli Lehtelä Toimi Pitkänen      | 7'35"50 |
| 3    | Jugoslavia | Nikola Čupin Antun Ivanković     | 7'38"83 |
| 4    | Messico    | Arcadio Padilla Roberto Retolaza | 7'45"55 |
| 5    | Australia  | Terence Davies John Hunt         | 7'50"59 |
| -    | Danimarca  | Tage Grøndahl Elo Tostenæs       | DNF     |

| Pos. | Nazione          | Atleti                             | Tempo   |
| ---- | ---------------- | ---------------------------------- | ------- |
| 1    | Austria          | Alfred Sageder Josef Kloimstein    | 7'30"10 |
| 2    | Unione Sovietica | Valentin Borejko Oleg Golovanov    | 7'31"00 |
| 3    | Stati Uniti      | Theodore Frost Robert Rogers       | 7'31"11 |
| 4    | Italia           | Paolo Mosetti Mario Petri          | 7'40"09 |
| 5    | Svizzera         | Walter Knabenhans Heinrich Scherer | 7'42"24 |
| 6    | Argentina        | Pablo Ferrero Ricardo González     | 7'48"48 |

### Finale
| Pos.    | Nazione          | Atleti                          | Tempo   |
| ------- | ---------------- | ------------------------------- | ------- |
| Oro     | Unione Sovietica | Valentin Borejko Oleg Golovanov | 7'02"01 |
| Argento | Austria          | Alfred Sageder Josef Kloimstein | 7'03"69 |
| Bronzo  | Finlandia        | Veli Lehtelä Toimi Pitkänen     | 7'03"80 |
| 4       | Germania         | Joachim Neuling Heinz Weigel    | 7'08"81 |
| 5       | Stati Uniti      | Theodore Frost Robert Rogers    | 7'17"08 |
| 6       | Jugoslavia       | Nikola Čupin Antun Ivanković    | 7'20"91 |